# Warszawa Ochota
Warszawa Ochota egy lengyelországi vasútállomás, Varsó központjában. Az állomást a helyi vonatok használják.

## Vasútvonalak
Az állomást az alábbi vasútvonalak érintik:
- Varsó–Grodzisk Mazowiecki Radońska-vasútvonal
- Varsó–Varsó Rembertów-vasútvonal

## Forgalom
| Üzemeltető | Vonat | Útvonal |
| ---------- | ----- | --- |
| SKM        | S1    | Otwock – Warszawa Ochota – Warszawa Zachodnia – Pruszków                                                                                    |
| SKM        | S2    | Sulejówek Miłosna – Warszawa Ochota – Warszawa Zachodnia – Warszawa Lotnisko Chopina                                                        |
| SKM        | S3    | Legionowo Piaski – Legionowo – Warszawa Ochota – Warszawa Śródmieście / Warszawa Centralna – Warszawa Zachodnia – Warszawa Lotnisko Chopina |
| KM         | R1    | Warszawa Wschodnia – Warszawa Ochota – Grodzisk Mazowiecki                                                                                  |
| KM         | R2    | Warszawa Zachodnia – Warszawa Ochota – Siedlce                                                                                              |
| KM         | R3    | Sochaczew – Warszawa Ochota – Warszawa Wschodnia                                                                                            |
| KM         | R7    | Warszawa Zachodnia – Warszawa Ochota – Dęblin                                                                                               |
| KM         | R8    | Góra Kalwaria – Warszawa Ochota – Pilawa |